# Vindobilo
Vindobilo war ein antiker römischer Toreut (Metallbearbeiter), der in der zweiten Hälfte des 1. Jahrhunderts wahrscheinlich in Italien tätig war.
Vindobilo ist heute nur noch aufgrund von vier Signaturstempeln auf bronzenen Geschirren zum Weinkonsum bekannt. Zwei Stücke wurden gemeinsam im „Barbaricum“ außerhalb des Römischen Reichs im heutigen Dänemark gefunden, die beiden anderen in Niederösterreich, in der römischen Provinz Pannonia. Ob die Kellen und Siebe durch Handel, als Geschenke, Raub oder im Rahmen von Truppenbewegungen in die jeweiligen Regionen kamen kann nicht mehr geklärt werden. Die Signatur lautet lateinisch VONDOBII OF, ergänzt zu Vondobii of(ficina), Vindobilos Werkstatt. Bei den Stücken handelt es sich um:
1. Bronzekelle; gefunden mit Nummer 2 in einem Körpergrab in Troelstrup, Tørring, Dänemark; heute im Dänischen Nationalmuseum in Kopenhagen.[1]
2. Bronzesieb; gefunden mit Nummer 1 in einem Körpergrab in Troelstrup, Tørring, Dänemark; heute im Dänischen Nationalmuseum in Kopenhagen.[2]
3. Bronzesieb; gefunden in Schwechat bei Wien, Österreich; heute im Museum Carnuntinum in Bad Deutsch-Altenburg, Niederösterreich.[3]
4. Bronzekelle; gefunden in einem Körpergrab in Mistelbach, Niederösterreich.[4]

## Einzelbelege
1. ↑  Inventarnummer IC 19583; Richard Petrovszky: Studien zu römischen Bronzegefäßen mit Meisterstempeln. Leidorf, Buch am Erlbach 1993, S. 313, Nr. V.05.01.
2. ↑  Inventarnummer IC 19584; Richard Petrovszky: Studien zu römischen Bronzegefäßen mit Meisterstempeln. Leidorf, Buch am Erlbach 1993, S. 313, Nr. V.05.02.
3. ↑  Inventarnummer BV.188; Richard Petrovszky: Studien zu römischen Bronzegefäßen mit Meisterstempeln. Leidorf, Buch am Erlbach 1993, S. 313–314, Nr. V.05.03; CIL 3, 06017,10.
4. ↑  Richard Petrovszky: Studien zu römischen Bronzegefäßen mit Meisterstempeln. Leidorf, Buch am Erlbach 1993, S. 314, Nr. V.05.04.

| Personendaten    | Personendaten                              |
| ---------------- | ------------------------------------------ |
| NAME             | Vindobilo                                  |
| KURZBESCHREIBUNG | antiker römischer Toreut                   |
| GEBURTSDATUM     | 1. Jahrhundert v. Chr. oder 1. Jahrhundert |
| STERBEDATUM      | 1. Jahrhundert oder 2. Jahrhundert         |